# Cúp các câu lạc bộ đoạt cúp bóng đá quốc gia châu Á
Cúp các câu lạc bộ đoạt cúp bóng đá quốc gia châu Á (tiếng Anh: Asian Cup Winners Cup), cũng thường được gọi là Cúp C2 châu Á trong tiếng Việt, là giải đấu bóng đá thường niên giữa các câu lạc bộ bóng đá châu Á đoạt cúp quốc gia.
Đội vô địch sẽ giành quyền chơi trận tranh Siêu cúp bóng đá châu Á với đội vô địch bóng đá các câu lạc bộ châu Á. Giải do Liên đoàn bóng đá châu Á (AFC) tổ chức lần đầu tiên vào năm 1990 và giải thể năm 2002 sau khi sáp nhập với Giải vô địch bóng đá các câu lạc bộ châu Á để hình thành AFC Champions League.

## Các trận chung kết
| Mùa giải  | Đội vô địch        | Tỷ số              | Đội á quân              |
| --------- | ------------------ | ------------------ | ----------------------- |
| 1990–91   | Persepolis         | 1 – 0 (tổng tỷ số) | Muharraq                |
| 1991–92   | Nissan FC          | 6 – 1 (tổng tỷ số) | Al-Nassr                |
| 1992–93   | Yokohama Marinos   | 2 – 1 (tổng tỷ số) | Persepolis              |
| 1993–94   | Al-Qadisiya        | 6 – 2 (tổng tỷ số) | Nam Hoa AA              |
| 1994–95   | Yokohama Flügels   | 2 – 1 (hiệp phụ)   | Al-Shaab                |
| 1995      | Bellmare Hiratsuka | 2 – 1              | Al-Talaba               |
| 1996–97   | Al Hilal           | 3 – 1              | Nagoya Grampus Eight    |
| 1997–98   | Al-Nassr           | 1 – 0              | Suwon Samsung Bluewings |
| 1998–99   | Al-Ittihad         | 3 – 2 (hiệp phụ)   | Chunnam Dragons         |
| 1999–2000 | Shimizu S-Pulse    | 1 – 0              | Al-Zawraa               |
| 2000–01   | Al-Shabab          | 4 – 2              | Dalian Shide            |
| 2001–02   | Al Hilal           | 2 – 1 (hiệp phụ)   | Jeonbuk Hyundai Motors  |

## Thống kê

### Theoquốc gia
| # | Quốc gia    | Vô địch | Á quân |
| - | ----------- | ------- | ------ |
| 1 | Ả Rập Xê Út | 6       | 1      |
| 2 | Nhật Bản    | 5       | 1      |
| 3 | Iran        | 1       | 1      |
| 4 | Hàn Quốc    | 0       | 3      |
| 5 | Iraq        | 0       | 2      |
| 6 | Bahrain     | 0       | 1      |
| 7 | Trung Quốc  | 0       | 1      |
| 8 | Hong Kong   | 0       | 1      |
| 9 | UAE         | 0       | 1      |

### Theo câu lạc bộ
| Câu lạc bộ              | Vô địch | Á quân | Năm vô địch        | Năm á quân  |
| ----------------------- | ------- | ------ | ------------------ | ----------- |
| Al-Hilal                | 2       | 0      | (1996–97, 2001–02) |             |
| Yokohama F. Marinos     | 2       | 0      | (1991–92, 1992–93) |             |
| Persepolis              | 1       | 1      | (1990–91)          | (1992–93)   |
| Al Nassr                | 1       | 1      | (1997–98)          | (1991–92)   |
| Al-Qadisiyah            | 1       | 0      | (1993–94)          |             |
| Yokohama Flügels        | 1       | 0      | (1994–95)          |             |
| Shonan Bellmare         | 1       | 0      | (1995)             |             |
| Al-Ittihad              | 1       | 0      | (1998–99)          |             |
| Shimizu S-Pulse         | 1       | 0      | (1999–2000)        |             |
| Al Shabab               | 1       | 0      | (2000–01)          |             |
| Muharraq                | 0       | 1      |                    | (1990–91)   |
| South China             | 0       | 1      |                    | (1993–94)   |
| Al-Shaab                | 0       | 1      |                    | (1994–95)   |
| Al-Talaba               | 0       | 1      |                    | (1995)      |
| Nagoya Grampus Eight    | 0       | 1      |                    | (1996–97)   |
| Suwon Samsung Bluewings | 0       | 1      |                    | (1997–98)   |
| Chunnam Dragons         | 0       | 1      |                    | (1998–99)   |
| Al-Zawraa               | 0       | 1      |                    | (1999–2000) |
| Dalian Shide            | 0       | 1      |                    | (2000–01)   |
| Jeonbuk Hyundai Motors  | 0       | 1      |                    | (2001–02)   |

1. ↑  Bao gồm thành tích của Nissan FC.
2. ↑  Yokohama Flügels đã hợp nhất với Yokohama Marinos thành Yokohama F. Marinos vào năm 1999.

### Các HLV vô địch
| Năm       | Câu lạc bộ         | Huấn luyện viên         |
| --------- | ------------------ | ----------------------- |
| 1990–91   | Persepolis         | Ali Parvin              |
| 1991–92   | Nissan FC          | Hidehiko Shimizu        |
| 1992–93   | Yokohama Marinos   | Hidehiko Shimizu        |
| 1993–94   | Al-Qadisiyah       | Ján Pivarník            |
| 1994–95   | Yokohama Flugels   | Antonio Carlos da Silva |
| 1995      | Bellmare Hiratsuka | Shigeharu Ueki          |
| 1996–97   | Al Hilal           | Mirko Jozić             |
| 1997–98   | Al-Nassr           | Jean Fernandez          |
| 1998–99   | Al-Ittihad         | Dimitri Davidovic       |
| 1999–2000 | Shimizu S-Pulse    | Steve Perryman          |
| 2000–01   | Al-Shabab          | Carlinhos               |
| 2001–02   | Al Hilal           | Artur Jorge             |